# Livoniana
Livoniana là một chi cá vây thùy tiền sử, sinh sống trong kỷ Devon (tầng Givet - tầng Frasne, khoảng 391-374 triệu năm trước.
Loài duy nhất đã biết của chi, Livoniana multidentata, là một trong những dạng chuyển tiếp giữa cá và các loài động vật bốn chân sớm nhất đã biết, như Tiktaalik, Elpistostege, Ichthyostega và Acanthostega. Xuất hiện vào cùng khoảng thời gian đó là Panderichthys hoặc muộn hơn là các chi như Elginerpeton, Obruchevichthys.